# Mohamed Salim el-Awa
Mohamed Selim el-Awa (Alexandrië, 22 december 1942) is een Egyptisch advocaat, hoogleraar, islamitisch denker en politicus.
Hij was in 1994 een van de oprichters van de Arabische Moslim-Christelijke Dialoog. Van 2004 tot 2010 was hij secretaris-generaal van de Internationale Federatie van Islamgeleerden (IUMS). Hij deed mee aan de presidentsverkiezingen van 2012, maar wist weinig kiezers achter zich te krijgen.

## Biografie
Selim el-Awa is zoon van een volgeling van Hassan al-Banna, de oprichter van de Moslimbroederschap. Hij studeerde aan de Universiteit van Alexandrië, met in 1963 een graad in rechtsgeleerdheid en vervolgens in de fikh, ook wel de jurisprudentie van de sharia genoemd. Vervolgens werkte hij twee jaar als plaatsvervangend openbaar aanklager, tot hij werd opgepakt op verdenking van samenzwering met Said Qutb om het regime van Nasser omver te werpen. Vanwege een werkverbod in Egypte na zijn vrijlating, werkte hij vervolgens als advocaat voor de ministerraad van Koeweit. In 1972 promoveerde hij tot doctor in vergelijkende islamitisch-Angelsaksische rechtswetenschappen aan de School of Oriental and African Studies in Londen. Vervolgens onderwees hij rechtsgeleerdheid en fikh aan universiteiten in Nigeria, Saoedi-Arabië en Soedan. In 1985 keerde hij terug als hoogleraar constitutioneel recht aan de Universiteit van Zagazig en de Ain Shams-universiteit. Selim el-Awa publiceerde een groot aantal boeken, papers en artikelen.
In 1994 was hij een van de oprichters van de Arabische Moslim-Christelijke Dialoog. Van 2004 tot 2010 was hij secretaris-generaal van de Internationale Federatie van Islamgeleerden (IUMS). Ideologisch noemt hij zich een voorstander van de idee van gematigdheid, zoals werd opgeschreven als "Wij hebben u gemaakt tot een samenleving van gematigdheid (2:143). Dit ligt ook ten grondslag aan zijn overstap naar de politieke partij Al-Wasat die in 1995 werd opgericht als afsplitsing van de Moslimbroederschap. Hij onderhoudt niettemin ook aan het begin van de 21e eeuw nog steeds nauwe contacten met de broederschap en verdedigt ook vaak de opgepakte leden ervan als advocaat.
Minder gematigd zijn zijn controversiële standpunten over de Koptisch-orthodoxe Kerk, zoals in 2010 zijn vergelijking ermee als een staat binnen een staat, en de beschuldiging dat kopten wapens smokkelen en verbergen om in te kunnen zetten tegen moslims. In 2006 wilde hij dat paus Benedictus XVI niet alleen excuses aan zou bieden, maar ook zijn citaat van een 14e-eeuwse christelijke keizer zou terugnemen die gezegd had dat Mohammed de wereld enkel slechte en onmenselijke dingen had gebracht.
Tijdens de Egyptische Revolutie van 2011 was hij veelvuldig te zien op het Tahrirplein en sprak hij zijn steun uit voor de demonstranten. Na afloop van de revolutie was hij echter een vurig pleitbezorger van de koers van de Opperste Raad van de Strijdkrachten (SCAF) en sprak hij zijn afkeuring uit over de voortgaande protesten. In 2011 maakte hij bekend zich te kandideren voor de presidentsverkiezingen van 2012. Hij kwam echter niet verder dan een zesde plaats met 1% van de stemmen in de eerste ronde.